# Volocopter
thumb|right|Mẫu thử nghiệm e-volo VC-1
Volocopter là tên gọi cho một khái niệm máy bay trực thăng nhiều cánh quạt mới, chở người chạy bằng động cơ điện, được phát triển bởi công ty e-Volo ở Karlsruhe, Đức.

## Nguyên tắc hoạt động
Volocopter có các cánh quạt được gắn chặt vào động cơ. Việc bay lên hoặc hạ xuống hay bay tới được thực hiện chỉ bằng cách tăng hoặc giảm tốc độ động cơ tương ứng. Nếu tốc độ của tất cả các động cơ đồng thời cùng tăng hoặc giảm, Volocopter sẽ bay lên hoặc đáp xuống. Đang có dự kiến bổ sung thêm một động cơ trục dọc để tạo thêm lực đẩy cho trực thăng bay nhanh hơn tới trước. Việc kiểm soát được thực hiện theo nguyên tắc của Fly-by-wire với một phím điều khiển.

## Phân loại
Với trọng lượng cất cánh tối đa 450 kg Volocopter chính thức thuộc về máy bay siêu nhẹ. Để được phép bay, ở Đức chỉ cần có một giấy phép phi công thể thao (Sportpilotenlizenz). e-volo đang liên lạc với các hiệp hội có liên quan như Hiệp hội máy bay siêu nhẹ Đức và Deutscher Aero Club và cơ quan hàng không Liên bang (LBA) để tạo một phân loại máy bay riêng trong loại các chiếc máy bay siêu nhẹ. Mục đích là để tránh việc Volocopter chỉ có thể được bay bằng giấy phép lái máy bay trực thăng.